# Thaís de Campos
Thaís de Campos (Brasilia, 7 de noviembre de 1956) es una actriz brasileña nacida en Brasilia. Ha participado en numerosas telenovelas y miniseries y protagonizó la película de Mamata Dede (1988). Tiene dos hijas, Clara y  Carolina. también la sobrina del actor y director Wolf Maya.

## Filmografía
| Año  | Título                | Personaje                              |
| ---- | --------------------- | -------------------------------------- |
| 1982 | Elas por Elas         | Cristina Furtado Lopes Pereira (Chris) |
| 1982 | Final Feliz           | Lenita                                 |
| 1983 | Voltei pra Você       | Vivinha                                |
| 1984 | Livre para Voar       | Julinha                                |
| 1985 | Tenda dos Milagres    | Marieta                                |
| 1985 | Ti Ti Ti              | Ana Maria                              |
| 1986 | Mania de Querer       | Marcela                                |
| 1987 | Bambolê               | Yolanda Galhardo                       |
| 1989 | Tieta                 | Carmosina (joven)                      |
| 1990 | Desejo                | Augusta                                |
| 1993 | Mujeres de arena      | Arlete Assunção                        |
| 1994 | A Viagem              | Andrezza Muniz Toledo                  |
| 1996 | Salsa e Merengue      | Amparo                                 |
| 1998 | Pecado Capital        | Vitória Lisboa                         |
| 2002 | O Quinto dos Infernos | Arminda                                |
| 2003 | Kubanacan             | Morales de Lulu                        |
| 2007 | Duas caras            | Claudine Bel-Lac                       |
| 2009 | Cinquentinha          | Celina Pena                            |
| 2011 | Lara com Z            | Celina Pena                            |
| 2011 | Fina estampa          | Alice                                  |
| 2012 | Malhação              | Antônia dos Prazeres (Vilminha)        |
| 2014 | Boogie Oogie          | Célia Batista Lobato                   |